# Louis Taeymans
Louis, dit aussi Lode ou Lodewijk Taeymans, né à Turnhout le 18 juillet 1874 et mort à Alken le 5 mars 1937, est un peintre, un architecte et un jésuite belge.

## Biographie

### Famille
Louis (Henricus Ludovicus Cornelia) Taeymans, né à Turnhout le 18 juillet 1874, est le troisième des sept fils de l'architecte provincial Pieter Taeymans (1842-1902), et de Maria Ludovica Renders (1845-1939).

### Formation
Après ses études secondaires au Collège Saint-Joseph de Turnhout, ainsi qu'une formation en dessin et en musique, Louis Tayemans étudie durant quelques mois la philosophie à Malines et devient, le 9 juin 1893, membre de l'Ordre des Jésuites,.

### Carrière
Désireux de devenir missionnaire au Congo, sa pathologie cardiaque l'en empêche. Surveillant à Turnhout, puis préfet des études au Collège Saint-Joseph d'Alost, il se fait connaître comme peintre paysagiste, et réalise des fresques murales. Au Salon de Bruxelles de 1914, il expose Les Ifs.
En 1921, sa pathologie cardiaque s'aggravant, il est admis comme pensionnaire à la maison de retraite des pères jésuites à Alken, dans le Limbourg, où il meurt le 5 mars 1937, à l'âge de 62 ans.

## Œuvre

### Peinture

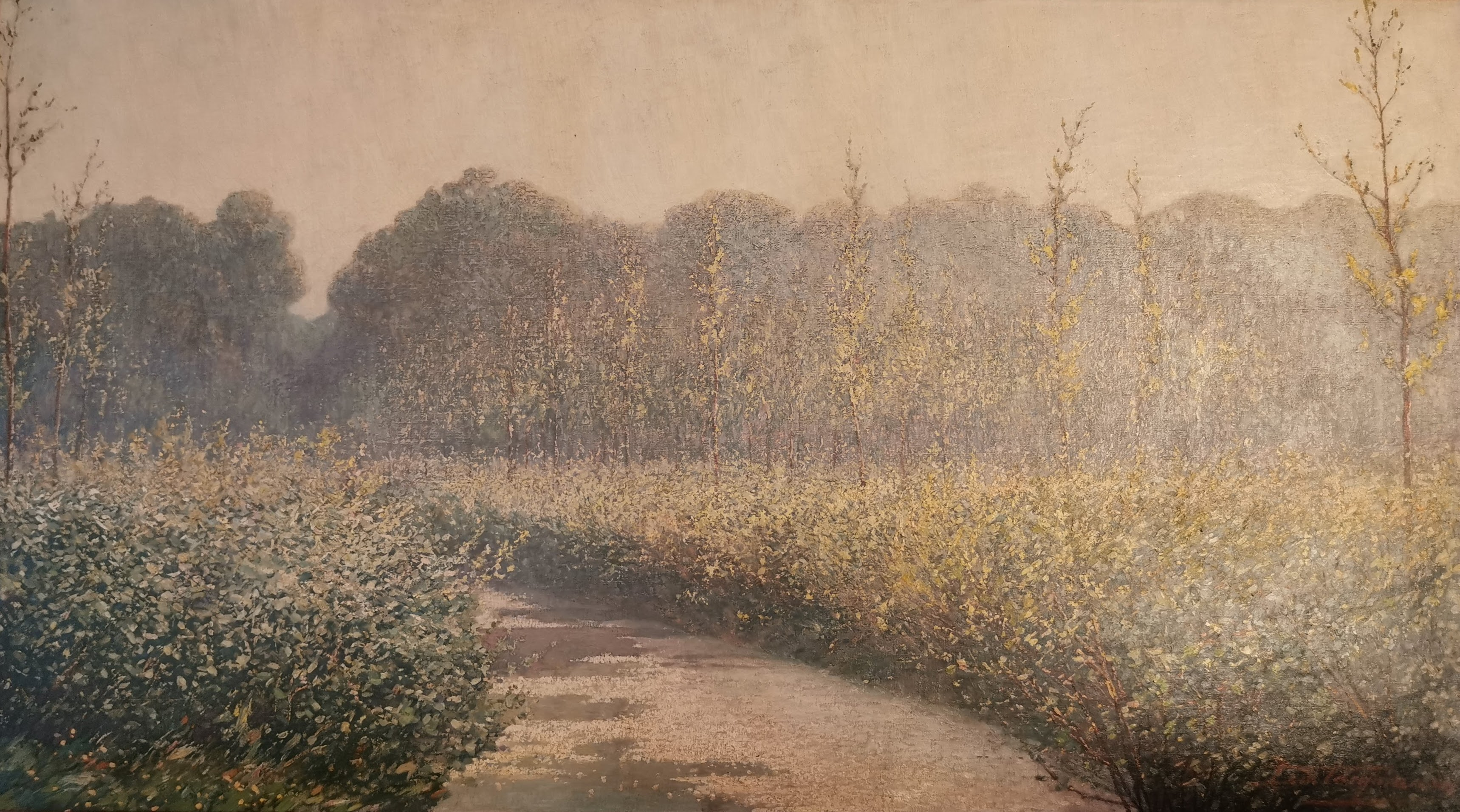
Berge du ruisseau.

Le champ pictural de Louis Taeymans couvre les paysages et les sujets religieux. Il trouve son inspiration principalement en Campine, en Hesbaye, en Flandre-Occidentale et dans la région bordant l'ancien Escaut, notamment à Bornem. Il réalise également des natures mortes, des portraits, des aquarelles et des dessins au fusain. 
Sa représentation lyrique et harmonieuse des détails de la nature et son luminisme de tradition flamande lui valent parfois le surnom de « Guido Gezelle de la peinture ». Lorsqu'il expose aux Halles de Hasselt en 1923, la critique du quotidien La Libre Belgique écrit : « C'est un peintre de haute conscience, d'art sensible et noble à la fois. Il traite avec émotion et ampleur de larges paysages de Flandre et de la Campine, non sans ce fond de mysticisme qui fait le charme de notre école de Laethem, dont Taeymans s'affirme un des représentants les plus remarquables. »
Entre 1910 et 1913, il entreprend des voyages d'études dans des musées d'Allemagne, de France et des Pays-Bas. Plus tard, il voyage également en Italie (1926 et 1929) et visite des musées en Grande-Bretagne (1927). Il continue à peindre activement et dispose d'un atelier dans le jardin du monastère d'Alken. Des expositions de ses œuvres ont lieu, entre autres, à Hasselt, Bruxelles, Anvers, Bruges et Courtrai.

### Architecture et littérature
Nommé responsable des bâtiments de l'Ordre des Jésuites, bien que ne possédant pas le diplôme d'architecture, il collabore, en 1934 et 1935, à la conception architecturale du nouveau collège Saint-Joseph à Turnhout et, en 1936, celle des bâtiments du Xaveriuscollege de Borgerhout, classés monument historique en 1999. Il publie plusieurs critiques d'art dans la revue Messager du Sacré-Cœur de Jésus (De Bode van het Heilig Hart van Jesus).